# Louis Zelig
Vasile (Louis) Zelig, född 18 september 1922 i Satu-Mare i Rumänien, död 1993, var en rumänsk-svensk målare och träsnittare.
Han var son till notarien Adolf Zelig och dennes hustru Regina Omslender och från 1949 gift med tjänstemannen Gunnel Mattsson. Zelig studerade måleri i Budapest och Bukarest. Han kom till Sverige 1945 efter att han vistas i olika tyska koncentrationsläger från 1942, bland annat i Auschwitz, Buchenwald och Bergen-Belsen. Efter ankomsten till Sverige studerade han vid Skånska målarskolan i Malmö. Han ställde ut i ett flertal svenska städer, bland annat Kristianstad, Trollhättan, Malmö och Ystad och han medverkade i samlingsutställningar på Göteborgsmässan och S:t Eriksmässan i Stockholm. Bland hans offentliga arbeten märks en större freskmålning i Värnamo. Hans konst består av dekorativa geometriska kompositioner. Zelig är representerad vid Trelleborgs museum.